# Brzeźnica (województwo podlaskie)
Brzeźnica – wieś w Polsce położona w województwie podlaskim, w powiecie bielskim, w gminie Brańsk.
W latach 1975–1998 miejscowość administracyjnie należała do województwa białostockiego.
Wierni kościoła rzymskokatolickiego należą do parafii Wniebowzięcia Najświętszej Maryi Panny w Brańsku.

## Archiwalia
W Archiwum Narodowym w Krakowie w zbiorze Zygmunta Glogera, w serii 4, pod sygnaturą 574, znajdują się inwentarze dóbr ruchomych z Brzeźnicy po Adamie Żerze (towarzyszu kawalerii narodowej) z lat 1792 i 1795.